# Andrij Szkil
Andrij Wasylowycz Szkil, ukr. Андрій Васильович Шкіль (ur. 26 listopada 1963 we Lwowie) – ukraiński polityk, z wykształcenia i zawodu dziennikarz.

## Życiorys
Studiował farmację w Lwowskim Instytucie Medycznym, ukończył dziennikarstwo na Lwowskim Uniwersytecie Narodowym im. Iwana Franki. W latach 1999–2002 był przewodniczącym partii UNA-UNSO. Należał też do przywódców zapoczątkowanej w 2000 akcji „Ukraina bez Kuczmy”. Po kolejnych protestach w marcu 2001 został tymczasowo aresztowany. Zwolniony został po kilkunastu miesiącach, gdy w 2002 został wybrany do Rady Najwyższej. W parlamencie przystąpił do frakcji Bloku Julii Tymoszenko. Brał aktywny udział w pomarańczowej rewolucji. Ponownie uzyskiwał mandat poselski w 2006 i w 2007, sprawował go do 2012.